# 出版規範委員会
出版規範委員会（しゅっぱんきはんきょうかい、英: Committee on Publication Ethics:COPE）は、学術論文の出版規範を議論・制定し、世界の学術雑誌の編集者や出版社に助力する非営利組織である。

## 歴史
1997年、英国の少数の医学系学術雑誌が出版規範の問題を検討する出版規範委員会（Committee on Publication Ethics:COPE）を立ち上げた。

## 会員
2016年2月28日現在、全学術分野の世界中の学術誌10,850誌、出版社21社、個人27人が会員で、名誉会員は5人である。内、日本の会員は学術誌179誌、出版社1社、個人1人である。

## 活動
学術出版の規範を議論し、ガイドラインを制定し、編集者や出版社にアドバイスする。出版規範のすべてを対象にしているが、特に、捏造、 改竄、盗用（この3つを「特定不正行為」、または「研究ネカト」 と呼ぶ）、重複出版など、研究公正上の問題、研究倫理に違反する論文および原稿への対処を中心に扱っている。出版規範ガイドラインなど一部はウェブサイトで無料提供している。
出版規範委員会の2006-2012年の理事、2009-2012年の会長だったエリザベス・ウェイジャー(Elizabeth Wager、Liz Wager)は次のように述べている。
学術誌編集者、出版社、学術出版規範の研究者（個人）向けには、さらに専門的な知識・助力・議論を提供しているが、有料会員になる必要がある。
出版規範に関する研究への研究助成を行い、ニュースレターを年4回発行し、毎年、英国や米国でセミナーを主催している。